# Мігель Ідігорас Фуентес
Хосе Мігель Рамон Ідігорас Фуентес (ісп. José Miguel Ramón Ydígoras Fuentes; 1895–1982) — гватемальський політичний діяч, президент країни у 1958–1963 роках.

## Життєпис
Народився у Кесальтенанго 17 жовтня 1895 року. 1915 закінчив військову академію. 1918 року — військовий аташе у Вашингтоні, а потім — у Парижі. Був губернатором департаментів Петен, Халапа, Сан-Маркос. 1950 року брав участь у президентських виборах, але зазнав поразки, після чого емігрував до Сальвадору, де очолив гватемальську антиурядову еміграцію. Брав участь у поваленні режиму Хакобо Арбенса Гусмана. З 1955 року обіймав посаду спочатку посланця, а потім посла Гватемали у Колумбії.
У березні 1958 року став президентом від партії Національного примирення. Проводив ворожу політику стосовно революційної Куби. У березні 1963 був усунутий від влади полковником Альфредо Перальтою Асурдіа.
Помер 6 жовтня 1982 року.